# Stern von Brabant

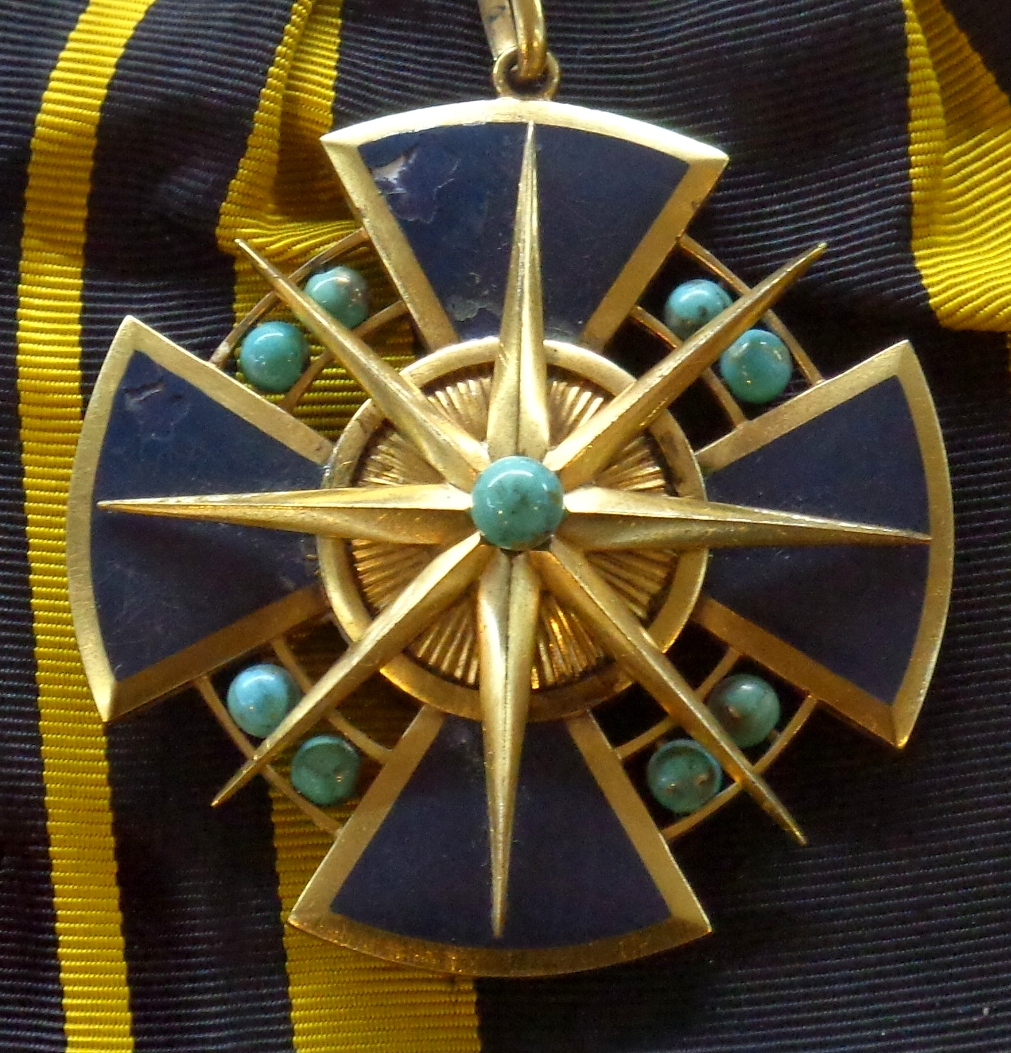
Großkomtur mit Türkisen

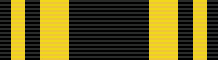
Ordensband

Der Stern von Brabant wurde am 14. Juni 1914 durch Großherzog Ernst Ludwig von Hessen zur Erinnerung an den Begründer des Hauses Heinrich I. von Hessen als Zivilverdienstorden in zwölf Klassen und einer angeschlossenen Medaille sowie vier Damenklassen gestiftet.

## Klassen
- Großkreuz
- Großkomtur mit Türkisen
- Großkomtur I. und II. Klasse
- Komtur I. und II. Klasse
- Ehrenkreuz I. und II. Klasse
- Ritterkreuz I. und II. Klasse
- Silbernes Kreuz I. und II. Klasse
- Ehrenkreuzdame
- Damen I. und II. Klasse
- Damen des Silbernen Kreuzes

Mit Ausnahme der ersten drei Klassen konnten alle übrigen auch mit der Krone verliehen werden.

## Ordensdekoration
Das Ordenszeichen ist ein Silber vergoldetes schwarzgrau emailliertes Kreuz mit goldener Bordierung, auf dem ein achtspitziger Stern aufliegt. In den Kreuzwinkeln befindet sich ein goldener Doppelring mit je zwei goldenen Kugeln, die durch einen Strahlenspitze getrennt sind. Im Medaillon ist Rückseitig die von einer Helmkrone überragte Initiale  H  (Heinrich) zu sehen.
Beide Klassen des Silbernen Kreuzes sind nicht vergoldet und auch nicht emailliert.
Die aus Silber gefertigte runde Medaille zeigt mittig einen achtstrahligen Stern, auf dem die von einer Helmkrone überragte Initiale  H  (Heinrich) aufliegt. Rückseitig die sechszeilige Inschrift 1244 FÜRST VOLK NÄCHSTENLIEBE WOHLFAHRT 1914.

## Trageweise
Großkreuz und Großkomtur wurden an einer Schärpe von der linken Schulter zur rechten Hüfte sowie mit einem Bruststern getragen. Großkomtur I. und II. Klasse um den Hals und mit einem Bruststern. Komtur I. und II. Klasse dekorierten um den Hals, Ehrenkreuz I. und II. Klasse als Steckorden auf der linken Brust und die jeweils beiden Klassen des Ritterkreuzes, des Ehrenkreuzes sowie der Medaille am Band auf der linken Brustseite.
Die Damenklassen sowie die Medaille, soweit sie an Damen verliehen wurde, wurden an einer Schleife auf der linken Brustseite getragen.
Das Ordensband ist schwarz mit zwei gelben Streifen.

## Verleihungen
Eine von Lars Adler auf der Grundlage der Amtsdruckschriften erarbeitete Liste der Trägerinnen und Träger des Ordens findet sich auf der Homepage der „Deutschen Gesellschaft für Ordenskunde e. V“.

## Sonstiges
Der regierende Großherzog war Großmeister des Ordens.
Die Mitglieder des Ordens hatten die erhaltene Würde in ihren Titel aufzunehmen und konnten das Ordenszeichen ihrem Wappen beifügen.
Beim Ableben des Inhabers bzw. bei Verleihung einer höheren Klasse waren die Insignien des Ordens rückgabepflichtig.